# Museu Ibèric de Ca n'Oliver
El Museu Ibèric de ca n'Oliver s'aixeca al vessant oest del Turó de Ca n'Oliver i està envoltat per les restes arqueològiques de l'antic Poblat ibèric de Ca n'Oliver al barri Montflorit de Cerdanyola del Vallès. A l'interior el museu conserva una col·lecció de peces restaurades de les diferents intervencions que s'han dut a terme al jaciment, però també s'hi exposen materials arqueològics d'altres jaciments de la zona datats entre la Prehistòria i principis de l'Edat Antiga.

## La seu del Museu
El dia 1 d'octubre del 2010 es va inaugurar el museu, ubicat a l'espai que ocupava una antiga pedrera. La disposició fa que s'integri en l'entorn natural de manera que l'edifici resulta pràcticament invisible i no resta protagonisme a les restes arqueològiques recuperades.
L'espai museístic està format per 1.070 metres quadrats dividits en dues plantes. A la planta baixa es troben l'entrada, els magatzems, la biblioteca del museu i els espais de treball. A la planta superior hi ha les sales d'exposicions, la recepció, els banys públics i la botiga del museu.
Des del tancament del Museu de Ca n'Ortadó al centre de la ciutat l'any 2010 és també la seu principal del Museu d'Història de Cerdanyola.
El museu i el poblat ibèric de Ca n'Oliver és un projecte integrat en la Ruta dels Ibers, un projecte de turisme cultural del Museu d'Arqueologia de Catalunya, amb l'objectiu de difondre la cultura ibèrica a Catalunya.

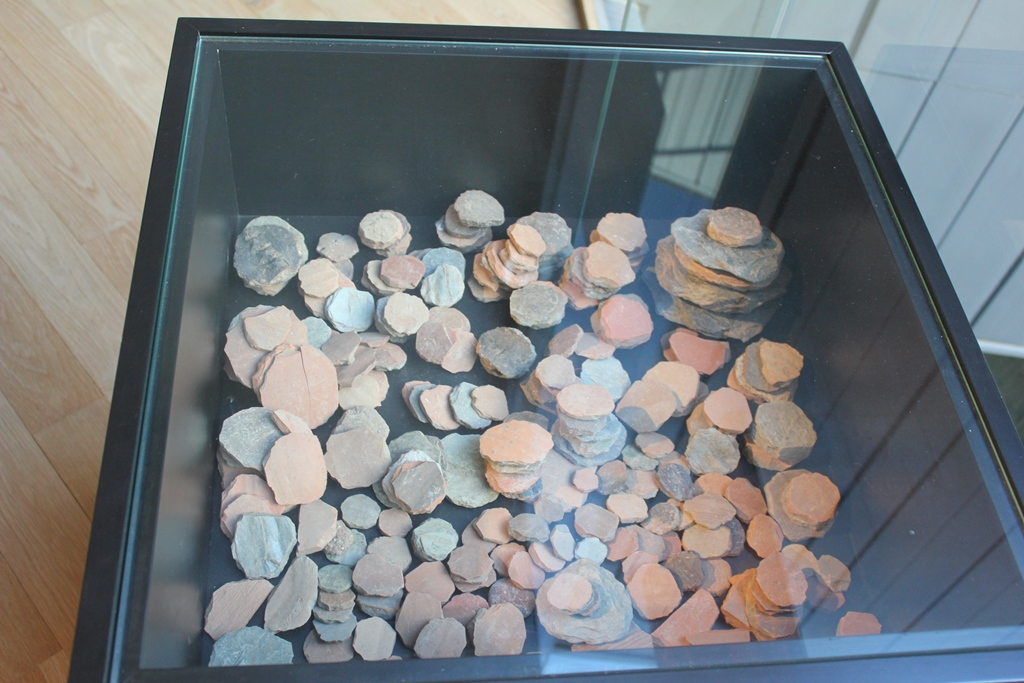
Peces discoïdals en exposició, també anomenades "fitxes"

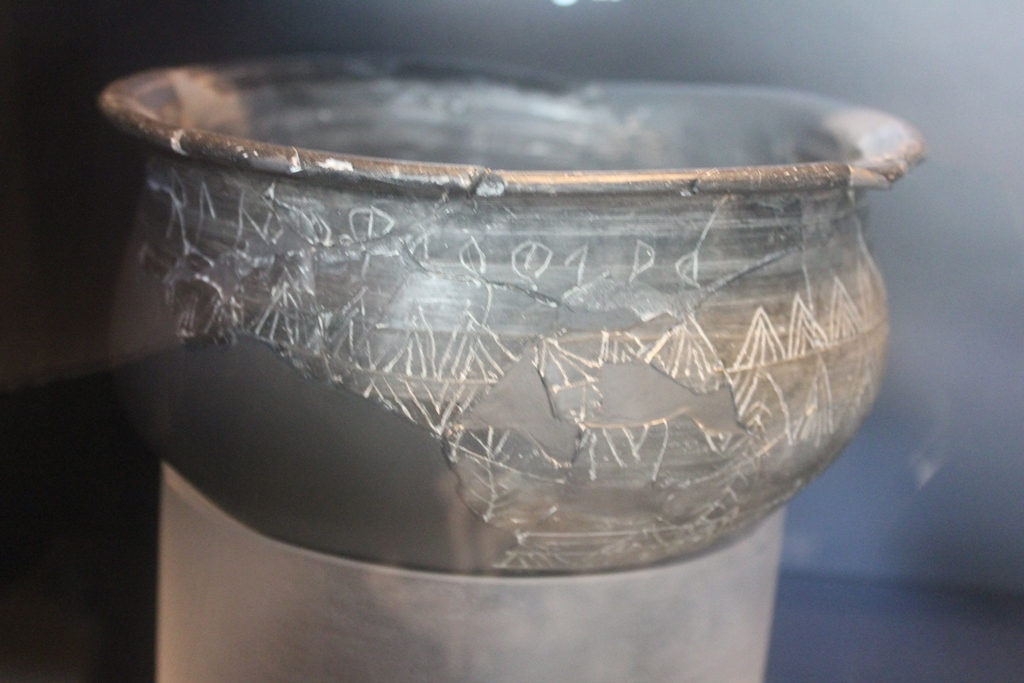
Ceràmica amb grafits ibèrics

## Col·lecció del museu
El museu exposa un gran volum d'objectes recuperats durant les excavacions arqueològiques dutes a terme al terme municipal de Cerdanyola del Vallès. A través de les restes de l'exposició permanent s'ofereix un recorregut per la cultura ibèrica, de la Laietània i de Ca n'Oliver, amb el suport de recursos multimèdia i audiovisuals que mostren diversos aspectes de l'organització de la cultura ibèrica.
Per una altra banda, la sala d'exposicions temporals és un espai que es fa servir per complementar la part històrica de temes que no estan relacionats directament amb la cultura ibèrica. D'aquesta manera es complementa la funció del museu com a seu del Museu d'Història de Cerdanyola.

### Exposició permanent
La sala de l'exposició permanent està dedicada a José Luis Maya, professor de la Universitat Autònoma de Barcelona que va donar suport a les primeres excavacions arqueològiques dels anys vuitanta.
L'exposició es titula «Cerdanyola, terra d'ibers» i està dividida en set àmbits temàtics a través dels quals es dona a conéixer la cultura ibèrica. Destaquen algunes peces interessants com la ceràmica amb esgrafiats ibèrics, feces discoïdals o "fitxes" trobades al fossar de l'antic poblat o una figura d'un lleó, parts de la qual van ser recuperades al jaciment.

### Exposició temporal
La sala d'exposicions temporals està dedicada a Josep Barberà, que va fer les primeres excavacions al poblat als anys cinquanta del segle XX jubtament amb altres aficionats a l'Arqueologia. La sala està pensada per acollir el programa d'activitats i exposicions del Museu d'Història de Cerdanyola, sempre relacionades amb el patrimoni cultural, etnogràfic i natural, procurant aportar dades sobre Cerdanyola i buscant implicar a persones i entitats de la ciutat.

## Espai d'interpretació del museu
A banda de les exposicions i altres serveis, el museu ofereix altres espais d'interpretació per a la història i les restes arqueològiques.

### La Mirada Tàctil
El Museu conté un mòdul multisensorial anomenat "La Mirada Tàctil", un espai d'interpretació tàctil adreçat a tothom, però especialment adaptat i dissenyat per a aquells visitants que presenten alguns tipus de dificultat visual. També s'ofereix un QR amb informació ampliada en llengua de signes.
La Mirada Tàctil és una iniciativa de la Xarxa de Museus Locals i de la Diputació de Barcelona que, en aquest cas, explica punts de la cultura ibèrica com ara la metal·lúrgia del ferro, la ceràmica i l'escriptura a través de textos amb macrocaracters, escriptura sobreimpresa en braille i la possibilitat de tocar les rèpliques exposades.

### La Feixa Baixa
La Feixa Baixa és un equipament polivalent que fa la funció d'aula didàctica inaugurat a l'octubre del 2021. Es tracta d'un edifici de planta rectangular i una sola alçada amb la paret de l'entrada principal totalment envidrada. Al davant de la façana principal hi ha una pèrgola de forma rectangular sobre una zona pavimentada per dur a terme activitats a l'exterior.